# Llengües de França

Distribució geogràfica de les llengües parlades a la França continental europea.

Les llengües de França és una expressió emprada per certs corrents de pensament per a designar el conjunt de llengües parlades al territori francès, a més del francès, que és l'única llengua oficial de l'estat i la més parlada. A França se les anomena habitualment "llengües regionals", i de vegades se les considera dialectes, per tal d'insistir en el seu caràcter local, o fins i tot patuès (francès patois), que pot tenir un significat pejoratiu i en tot cas posa en relleu llur situació de diglòssia i substitució.
Al dia d'avui hi ha tretze llengües que són objecte d'ensenyament públic a França, i són aquestes a què hom es refereix normalment en parlar de "llengües regionals":
- en el marc de la llei Deixonne (1951): el basc, el bretó, el català i l'occità
- des de 1974: el cors
- des de 1981: el tahitià
- des de 1992: quatre llengües austronèsies (l'ajië, el drehu, el nengone i el paicî)
- des de 2006: el gal·ló, el luxemburguès i l'alsacià.

A l'Oficina europea per a les llengües minoritàries, la branca francesa agrupa 10 comunitats lingüístiques: bretó, català, cors, llengües criolles, alemany/alsacià, basc, luxemburguès/mosel·lès, neerlandès/flamenc occidental, occità i llengües d'oïl.
Des de la fi del segle xx, alguns comentaristes francesos amb intenció de confondre la gent i no fer cap política lingüística en favor d'aquestes llengües parlen de diverses desenes de llengües regionals a França. Aquesta xifra prové d'un report ordenat pel govern de Lionel Jospin el 1999 i realitzat per Bernard Cerquiglini, de la Délégation générale à la langue française et aux langues de France, qui va confeccionar un recull de llengües regionals franceses a les quals s'hauria pogut aplicar la Carta Europea de les Llengües Regionals o Minoritàries. Aquest report inclou llengües no territorials ni patrimonials com per exemple l'armeni occidental, el judeocastellà i la llengua dels signes per a sords a la categoria de llengües de França.

## Llista de llengües
| Familia Lingüística  | Idioma              |
| -------------------- | ------------------- |
| Llengua Celta        | Bretó               |
| Llengües Germàniques | Alamànic            |
| Llengües Germàniques | Llengües frànciques |
| Llengües Germàniques | Neerlandès          |
| Llengües romàniques  | Llengües d'oïl      |
| Llengües romàniques  | Francoprovençal     |
| Llengües romàniques  | Lígur               |
| Llengües romàniques  | Occità              |
| Llengües romàniques  | Cors                |
| Llengües romàniques  | Català              |
| Llengua aïllada      | Basc                |

## Situació oficial
Segons l'article 2 de la Constitució francesa de 1958, modificat per la llei constitucional del 25 de juny de 1992:
| «                                                                 | La llengua de la República és el francès. | » |
| — República francesa, Constitució del 4 d'octubre de 1958, art. 2 |                                           |   |

Per tant, a França cap llengua regional o minoritària no té l'estatut de llengua oficial. França va signar 39 dels 98 articles de la Carta Europea de les Llengües Regionals o Minoritàries l'any 1999, i l'Assemblea francesa va aprovar la seua ratificació el 28/1/2014 a proposta del president François Hollande i el primer ministre Jean-Marc Ayrault, amb 361 vots a favor i 149 en contra. Fins ara l'han signada 31 estats dels 47 membres del Consell d'Europa. El procés de ratificació s'havia interromput el juny de 1999 quan el primer ministre Lionel Jospin va signar la carta, però el president Jacques Chirac no la va ratificar i el Consell constitucional francès estimà que contenia clàusules inconstitucionals, incompatibles amb l'article 2 de la Constitució.
El 2001, la Delegació General per a la llengua francesa va adoptar el nom de Delegació General per a l'idioma francès i les llengües de França i va afegir als seus objectius el de promoure les més de setanta-cinc (segons ells) llengües de França. Posteriorment, la llei constitucional del 23 de juliol de 2008 introduïa una menció del valor patrimonial de les llengües regionals:
| «                                                                    | Les llengües regionals pertanyen al patrimoni de França. | » |
| — República francesa, Constitució del 4 d'octubre de 1958, art. 75-1 |                                                          |   |

L'Acadèmia Francesa, però, s'oposà a qualsevol menció de les llengües regionals dins la Constitució per considerar-ho un atemptat contra la identitat nacional francesa, segons una declaració feta pública el 12 de juny de 2008. Malgrat això, segons l'Atles interactiu UNESCO de les llengües del món en perill, 34 llengües de França són actualment en diversos graus de perill d'extinció, 26 d'elles a la França europea i les altres 8 a la dels altres continents (antigues colònies).